# Messnerin
Le Messnerin, en allemand Meßnerin, est un sommet des Alpes, à 1 835 m, dans le massif du Hochschwab, en Autriche (land de Styrie).

## Géographie
Le Messnerin est clairement séparé du plateau du Hochschwab (Häuselalm, 1 526 m d'altitude) au nord par le Scheidecksattel (1 215 m d'altitude) et descend au nord-est dans la vallée de Josertal avec un flanc abrupt de rochers et de pins de montagne. Vers l'ouest, il se brise avec une paroi de 700 mètres de haut dans le ravin, qui constitue l'entaille la plus profonde vers le Pribitz voisin. L'arête ouest, déjà bien visible depuis Tragöß, présente une brèche marquante, le Messnerinloch.

## Voies d'ascension
Le Messnerin peut être atteint depuis Tragöß par le versant sud ou par le Haringgraben et par l'alpage Pillsteiner Alm depuis l'est. Depuis le Scheidecksattel au nord, un sentier de chasse non balisé mène au sommet.
Plusieurs longues voies d'escalade mènent sur l'arête ouest et à travers la paroi ouest.
La tour en forme de pilier de la Berglandspitze se trouve devant l'arête nord-ouest.